# Aðalsteinn Aðalsteinsson
Aðalsteinn Aðalsteinsson (25 aprile 1962) è un ex calciatore islandese, di ruolo centrocampista.

## Carriera

### Club
Aðalsteinsson giocò con la maglia del Víkingur, per poi passare ai norvegesi del Djerv 1919 nel 1986. L'anno seguente tornò in Islanda, per giocare prima nel Völsungur e poi ancora nel Víkingur. Nel 1991, fu in forza al KS/Leiftur. Dopo un'altra stagione al Víkingur, tornò al Völsungur per due anni, prima di ritornare ancora al Víkingur. Nel 1997 giocò nel Sindri Hofn.

### Nazionale
Aðalsteinsson totalizzò 5 presenze per l'Islanda under 21. Giocò anche 4 partite per la Nazionale maggiore. Per quest'ultima, debuttò in data 1º agosto 1982, quando fu titolare nella vittoria per 1-4 in casa delle Fær Øer.